# Cantonul Biarritz-Ouest
Cantonul Biarritz-Ouest este un canton din arondismentul Bayonne, departamentul Pyrénées-Atlantiques, regiunea Aquitania, Franța.